# Spigelia
Genre
Spigelia est un genre de plantes vivace de la famille des Loganiaceae.

## Liste d'espèces
Selon Catalogue of Life (23 avril 2020) :
- Spigelia aceifolia R.E.Woodson
- Spigelia alabamensis (K.Gould) K.G.Mathews & Weakley
- Spigelia amambaiensis Fern.Casas
- Spigelia amazonica Fern.Casas
- Spigelia amplexicaulis E.F.Guimaraes & Fontella
- Spigelia andersonii Fern.Casas
- Spigelia andina Fern.Casas
- Spigelia anthelmia L.
- Spigelia asperifolia Prog.
- Spigelia ayotzinapensis L.O.Alvarado, Islas-Hern. & Bustam.
- Spigelia beccabungoides Kränzlin
- Spigelia beyrichiana Cham. & Schltdl.
- Spigelia blanchetiana A.DC.
- Spigelia brachystachya Prog.
- Spigelia breviflora (Chodat & Hassl.) H.Hurley ex Fern.Casas
- Spigelia caaguazuensis Kranzl.
- Spigelia carnosa Standl. & Steyerm.
- Spigelia cascatensis F.F.Guimaraes & Fontella
- Spigelia catarinensis E.F.Guimaraes & Fontella
- Spigelia chiapensis K.R.Gould
- Spigelia chocoensis Fern.Casas
- Spigelia cipoensis D.C.Zappi
- Spigelia colimensis Fern.Casas
- Spigelia cremnophila D.C.Zappi & E.Lucas
- Spigelia dolichostachya Fern.Casas
- Spigelia dusenii L.B.Smith
- Spigelia elsieana Fern.Casas
- Spigelia flava D.C.Zappi & R.M.Harley
- Spigelia flemingiana Cham. & Schltdl.
- Spigelia fontellae Fern.Casas
- Spigelia gentianoides (en) Chapm. ex A.DC.
- Spigelia genuflexa Popovkin & Struwe
- Spigelia glabrata Mart.
- Spigelia gracilis A.DC.
- Spigelia guerrerensis L.O.Alvarado & J.Jiménez Ram.
- Spigelia guianensis (Aubl.) Leme
- Spigelia hamelioides Kunth & Bonpl.
- Spigelia hatschbachii Fern.Casas
- Spigelia hedyotidea A.DC.
- Spigelia heliotropoides (Pohl) E.F.Guimaraes & Fontella
- Spigelia herzogiana Kraenzlin
- Spigelia hirtula Fern.Casas
- Spigelia hurleyi Fern.Casas
- Spigelia insignis Prog.
- Spigelia kleinii L.B.Smith
- Spigelia kuhlmannii E.F.Guimaraes & J.Fontella-Pereira
- Spigelia laurina Cham. & Schltdl.
- Spigelia leiocarpa Benth. ex Fern.Casas
- Spigelia linarioides A.DC.
- Spigelia loganioides (Torr. & Gray) A.DC.
- Spigelia longiflora Sesse & Moc.
- Spigelia luciatlantica Fern.Casas
- Spigelia lundiana A.DC.
- Spigelia macrophylla (Pohl) A.DC.
- Spigelia marilandica (en) (L.) L.
- Spigelia martiana Cham.
- Spigelia megapotamica Fern.Casas
- Spigelia mexicana A.DC.
- Spigelia mocinoi Islas-Hern. & L.O.Alvarado
- Spigelia nicotianiflora Chod. & Hassl.
- Spigelia novogranatensis Fern.Casas
- Spigelia olfersiana Cham. & Schltdl.
- Spigelia paraguarensis Chod.
- Spigelia pedunculata Kunth
- Spigelia persicarioides Ewan
- Spigelia petiolata H.Hurley ex Fern.Casas
- Spigelia polystachya Klotzsch
- Spigelia pulchella Mart.
- Spigelia pusilla Mart.
- Spigelia pygmaea D.N.Gibson
- Spigelia queretarensis Fern.Casas
- Spigelia ramosa L.B.Smith
- Spigelia riedeliana (Progel) E.F.Guimaraes & Fontella
- Spigelia riparia L.B.Smith
- Spigelia rojasiana Kranzl.
- Spigelia rondoniensis Fern.Casas
- Spigelia scabra Cham. & Schltdl.
- Spigelia scabrella Benth.
- Spigelia schlechtendaliana Mart.
- Spigelia schultesii Fern.Casas
- Spigelia sellowiana Cham. & Schltdl.
- Spigelia sordida Fern.Casas
- Spigelia spartioides Cham.
- Spigelia speciosa Kunth
- Spigelia sphagnicola Wright, apud Sauvalle
- Spigelia splendens H.Wendl. ex Hook.
- Spigelia spruceana Zappi
- Spigelia stenocardia (Standl.) Fern.Casas
- Spigelia stenophylla Prog.
- Spigelia tetraptera Taub. ex L.B.Sm.
- Spigelia texana (Torr. & Gray) A.DC.
- Spigelia trispicata H.Hurley ex K.R.Gould
- Spigelia valenzuelae Chod. & Hassl.
- Spigelia vestita L.B.Smith
- Spigelia xochiquetzalliana Islas-Hern., Lozada-Pérez & L.O.Alvarado

Selon Tropicos (23 avril 2020) (Attention liste brute contenant possiblement des synonymes) :
- Spigelia aceifolia Woodson
- Spigelia alabamensis (K. Gould) K.G. Matthews & Weakley
- Spigelia alborubra A. Macedo & E.M. Pessoa
- Spigelia amambaiensis Fern. Casas
- Spigelia amazonica Fern. Casas
- Spigelia ambigua C. Wright
- Spigelia amplexicaulis E.F. Guim. & Fontella
- Spigelia andersonii Fern. Casas
- Spigelia andina Fern. Casas
- Spigelia anthelmia L.
- Spigelia araucariensis E.F. Guim. & Fontella
- Spigelia asperifolia Progel
- Spigelia australis L.B. Sm.
- Spigelia ayotzinapensis L.O. Alvarado, Islas-Hern. & Bustam.
- Spigelia bahiana L.B. Sm.
- Spigelia beccabungoides Kraenzl.
- Spigelia beyrichiana Cham. & Schltdl.
- Spigelia blainii Millsp.
- Spigelia blanchetiana A. DC.
- Spigelia brachystachya Progel
- Spigelia breviflora (Chodat & Hassl.) H. Hurley
- Spigelia caaguazuensis Kraenzl.
- Spigelia carnosa Standl. & Steyerm.
- Spigelia cascatensis E.F. Guim. & Fontella
- Spigelia catarinensis E.F. Guim. & Fontella
- Spigelia chamaedryoides Kraenzl.
- Spigelia chiapensis K. Gould
- Spigelia chocoensis Fern. Casas
- Spigelia cipoensis Zappi
- Spigelia coelostylioides K. Gould
- Spigelia coulteriana Benth.
- Spigelia cremnophila Zappi & E. Lucas
- Spigelia dolichostachya Fern. Casas
- Spigelia domingensis Gand.
- Spigelia dusenii L.B. Sm.
- Spigelia elongata Britton ex Rusby
- Spigelia elsieana Fern. Casas
- Spigelia epilobioides Kraenzl.
- Spigelia faveolata Fern. Casas
- Spigelia filipes Rusby
- Spigelia flava Zappi & Harley
- Spigelia flemmingiana Cham. & Schltdl.
- Spigelia fontellae Fern. Casas
- Spigelia fruticulosa Lam.
- Spigelia gentianoides (en) Chapm. ex A. DC.
- Spigelia genuflexa Popovkin & Struwe
- Spigelia gilgii J.F. Macbr.
- Spigelia glabrata Mart.
- Spigelia glaziovii Taub.
- Spigelia gracilis A. DC.
- Spigelia granitica Chodat & Hassl.
- Spigelia guaranitica Chodat & Hassl.
- Spigelia guerrerensis L.O. Alvarado & J. Jiménez Ram.
- Spigelia guianensis (Aubl.) Lemée
- Spigelia hamelioides Kunth
- Spigelia hassleriana Chodat
- Spigelia hatschbachii Fern. Casas
- Spigelia hedyotidea A. DC.
- Spigelia heliotropoides (Pohl) E.F. Guim. & Fontella
- Spigelia herzogiana Kraenzl.
- Spigelia hirsuta Klatt
- Spigelia hirtula Fern. Casas
- Spigelia humboldtiana Cham. & Schltdl.
- Spigelia humilis Benth.
- Spigelia hurleyi Fern. Casas
- Spigelia incana Gilg
- Spigelia insignis Progel
- Spigelia intermedia Arechav.
- Spigelia killipii Ewan
- Spigelia kleinii L.B. Sm.
- Spigelia kuhlmannii E.F. Guim. & Fontella
- Spigelia laevigata Progel
- Spigelia laurina Cham. & Schltdl.
- Spigelia leiocarpa Benth. ex Fern. Casas
- Spigelia linarioides A. DC.
- Spigelia lindheimeri A. Gray
- Spigelia loganioides (Torr. & A. Gray ex Endl. & Fenzl) A. DC.
- Spigelia longiflora M. Martens & Galeotti
- Spigelia lonicera Mill.
- Spigelia luciatlantica Fern. Casas
- Spigelia lundiana A. DC.
- Spigelia macrophylla (Pohl) DC.
- Spigelia marilandica (en) (L.) L.
- Spigelia martiana Cham.
- Spigelia megapotamica Fern. Casas
- Spigelia mexicana A. DC.
- Spigelia meziana Klatt
- Spigelia mocinoi Islas-Hern. & L.O. Alvarado
- Spigelia monantha Gilg
- Spigelia multispica Steud.
- Spigelia nana Alain
- Spigelia nervosa Steud.
- Spigelia nicotianiflora Chodat & Hassl.
- Spigelia novogranatensis Fern. Casas
- Spigelia olfersiana Cham. & Schltdl.
- Spigelia palmeri Rose
- Spigelia paraguariensis Chodat
- Spigelia pauciflora M. Martens & Galeotti
- Spigelia pedunculata Kunth
- Spigelia persicarioides Ewan
- Spigelia petiolata H. Hurley
- Spigelia platyphylla Progel
- Spigelia polita Progel
- Spigelia polystachya Klotzsch ex Progel
- Spigelia pubescens Klatt
- Spigelia pulchella Mart.
- Spigelia pulverulenta Mart.
- Spigelia pusilla Mart.
- Spigelia pygmaea D.N. Gibson
- Spigelia quadrifolia Stokes
- Spigelia quaternata Eastw.
- Spigelia ramosa L.B. Sm.
- Spigelia reflexicalyx E.F. Guim. & Fontella
- Spigelia reitzii L.B. Sm.
- Spigelia riedeliana (Progel) E.F. Guim. & Fontella
- Spigelia riparia L.B. Sm.
- Spigelia rojasiana Kraenzl.
- Spigelia rondoniensis Fern. Casas
- Spigelia rubelliana Arechav.
- Spigelia rubiifolia DC.
- Spigelia scabra Cham. & Schltdl.
- Spigelia scabrella Benth.
- Spigelia schlechtendaliana Mart.
- Spigelia schomburgkiana Benth.
- Spigelia schultesii Fern. Casas
- Spigelia selloi Spreng.
- Spigelia sellowiana Cham. & Schltdl.
- Spigelia sessilifolia Rusby
- Spigelia sordida Fern. Casas
- Spigelia spartioides Cham.
- Spigelia speciosa Kunth
- Spigelia sphagnicola C. Wright
- Spigelia splendens H. Wendl. ex Hook.
- Spigelia spruceana Zappi
- Spigelia stenocardia (Standl.) Fern. Casas
- Spigelia stenophylla Progel
- Spigelia stipularis Progel
- Spigelia tetraptera Taub.
- Spigelia texana (Torr. & A. Gray) A. DC.
- Spigelia trispicata H. Hurley ex K. Gould
- Spigelia uruguaya Arechav.
- Spigelia valenzuelae Chodat & Hassl.
- Spigelia vestita L.B. Sm.
- Spigelia xochiquetzalliana Islas-Hern., Lozada-Pérez & L.O. Alvarado